# 도면

발표 목적의 Latécoère 28의 3면.

도면(圖面, 영어: floor plan) 또는 설계도(設計圖)는 어떤 기능과 구조, 배치를 그린 그림(technical drawing)이며, 많은 전기 · 전자, 기계 및 토목 건축물의 설계 결과를 기록한 것을 가리킨다.

## 크기
KS F 1001에 따르면 도면의 크기는 다음과 같이 정해져 있다. 토목 설계에서 가장 많이 쓰이는 도면 크기는 A1, A3이다.
| 종류        | A0       | A1      | A2      | A3      | A4      | A5      | A6      |
| ----------- | -------- | ------- | ------- | ------- | ------- | ------- | ------- |
| 치수(mm×mm) | 1189×841 | 841×594 | 594×420 | 420×297 | 297×210 | 210×148 | 148×105 |

## 투상면(投像面, Projection planes)
바라보는 시각의 투상에 따라 투상면의 도면 종류는 다음과 같다.
- 단면도(section plane)
- 배면도(back vertical plane, rear vertical plane)
- 저면도(bottom horizontal plane)
- 정면도(입면도, front vertical plane)
- 측면도(profile plane)
- 평면도(top horizontal plane)

## 같이 보기
- 테크니컬 드로잉(제도)
- 컴퓨터 지원 설계(CAD)